# Саградян, Корюн Манвелович
Корюн Манвелович Саградян (укр. Корюн Манвелович Саградян; арм. Կորյուն Մանվել Սահրադյան, род. 30 января 1994 года, Гюмри, Армения) — украинский борец классического стиля армянского происхождения. Трехкратный чемпиона Украины по греко-римской борьбе. Мастер спорта Украины.

## Биография
Корюн родился 30 января 1994 года в городе Гюмри, Армения. Он начал заниматься греко-римской борьбе в 11 лет и является воспитанником СШ Союза армян Украины, первым тренером Корюна является его отец, мастер спорта международного класса СССР по греко-римской борьбе Манвел Саградян.

## Спортивная карьера
Корюн был победителем турнира по вольной борьбе города Киева в возрасте до 22 лет 2012 года. В 2015 году он занял третье место на первенстве Украины по греко-римской борьбе среди борцов до 23 лет в весе до 59 кг. В апреле 2017 стал финалистом турнира памяти Кристьяна Палусалу в Таллине (Эстония). В августе 2019 года пришёл первым на международном турнире памяти Иона Корниаун и Шимона Ладислау в Румынии. В декабре 2019 года выиграл Кубок Украины в весе до 55 кг. В январе 2020 года стал победителем международного турнира "Thor Masters" В Дании. В августе 2022 года Саградян взял серебро на гран-при Германии. В ноябре 2022 года добыл бронзовую медаль на чемпионате Украины. В мае 2023 года снова победил на кубке Украины.  В августе 2023 года Корюн стал победителем гран-при Германии в весе до 55 кг. В ноябре 2023 в третий раз стал чемпионом Украины. Участник чемпионатов Европы 2020, 2022 и чемпионатов мира 2021, 2022 и 2023 года.

## Спортивные достижения
Национальный уровень
- 2015 Первенство Украины до 23 лет — ;
- 2019, 2023 Кубок Украины — ;
- 2022 Чемпионат Украины — ;
- 2019, 2021, 2023 Чемпионат Украины — ;

Международный уровень
- 2017 Мемориал Кристьян Палусалу — ;
- 2019 Мемориал Иона Корниаун и Шимона Ладислау — ;
- 2020 Thor Masters — ;
- 2022 Гран-при Германии — ;
- 2023 Гран-при Германии — ;

## Личная информация
Саградян является выпускником Межрегиональной академии управления персоналом.